# Atilio François Baldi

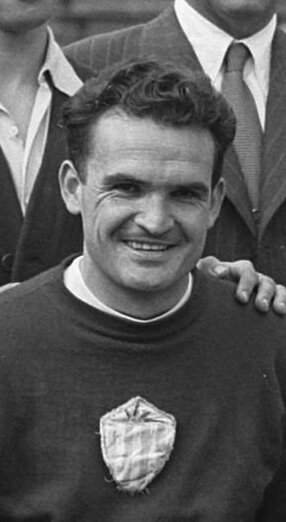
Atilio François bei den UCI-Bahn-Weltmeisterschaften 1948 in Amsterdam

Atilio François Baldi (* 22. Mai 1922 in Juan González bei Carmelo; † 27. September 1997 in Montevideo) war ein uruguayischer Radrennfahrer.
Bereits 1941 belegte er bei der Vuelta Ciclista del Uruguay den dritten Platz. Dreimal in Folge – 1946, 1947 und 1948 – gewann Atilio François Baldi dann die Uruguay-Rundfahrt. Bei den UCI-Bahn-Weltmeisterschaften 1947 in Paris wurde er Vize-Weltmeister in der Einerverfolgung der Amateure. 1948 und 1952 startete er bei Mannschaftsverfolgung; 1948 in London erreichte er mit dem uruguayischen Bahn-Vierer (Juan de Armas, Luis Ángel de los Santos, Waldemar Bernatzky) Rang vier in der Mannschaftsverfolgung. Zudem wurde er mehrfach nationaler Meister. 1948 und 1952 siegte er im Etappenrennen Mil Millas Orientales. 1952 beendete François Baldi, in seinem Heimatland El León del Carmelo (= Der Löwe von Carmelo) genannt, seine aktive Radsportlaufbahn. Während seiner aktiven Karriere startete er für den Club Ciclista de Carmelo, den Veloz Club del Uruguay und schließlich für den Club Peñarol.
François Baldi absolvierte eine Trainerausbildung in Frankreich und blieb dem Radsport als Trainer und Funktionär verbunden. 1956 betreute er die uruguayische Nationalmannschaft bei den Olympischen Sommerspielen in Melbourne, und 1968 war er an der Organisation der UCI-Bahn-Weltmeisterschaften 1968 in Montevideo beteiligt. Die Radrennbahn in Montevideo ist nach ihm Velódromo Municipal Atilio François benannt. Auch wurde in Uruguay im November 1997 eine Briefmarke mit seinem Konterfei herausgegeben.
Seine Eltern waren Bauern, die aus der Wallonie nach Uruguay ausgewandert waren.